# Банный проезд
Ба́нный прое́зд — небольшой проезд в Мещанском районе Москвы. Начинается от улицы Гиляровского (между домами 55 и 57), заканчивается, упираясь во двор дома № 64, расположенного по улице Щепкина.

## Основные объекты
На территории Банного проезда в доме номер 3 расположено здание Ржевского банно-прачечного комбината, в помещении которого находятся знаменитые Ржевские бани. Нивелирный план города Москвы 1888 года Банного проезда не содержит. Видимо после постройки бань в том же 1888 году и переулок был назван Банным проездом. Нивелирный план города Москвы 1888 года 
В здании Ржевского банно-прачечного комбината находятся следующие компании:
- Корсо-Трейд — сервисный центр по ремонту изделий компании «Самсунг»

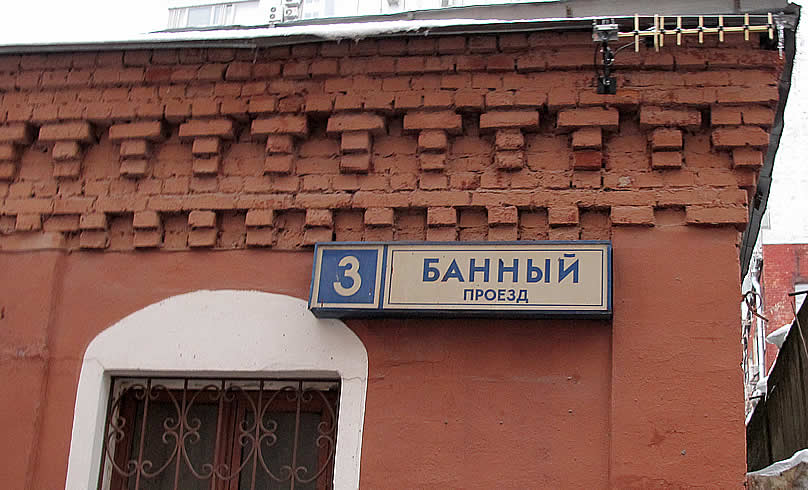
Банный проезд, дом 3, Москва, Мещанский район

## События
- 2011, май — проезжая часть Банного проезда покрыта новым асфальтовым покрытием
- 2013, 1—2 августа — проезжая часть и тротуары Банного проезда покрыты новым асфальтовым покрытием. Заменены бордюры.
- 2013, 17 августа — пожар на втором этаже в доме 3, строение 1.[1][2][3]

## Любопытные факты
По Банному проезду только на одном доме можно увидеть табличку с названием проезда и номером дома на ней — «Банный проезд, дом 3». На остальных домах проезда таких табличек нет.